# 大目降里
大目降里，是台灣南部自明鄭時期至日治初期的一個行政區劃，其範圍即今台南市的新化區東北部。
大目降里原名感化里，為1664年（南明永曆十八年）明鄭始設的四坊二十四里之一，其南邊及西邊為廣儲里，北邊及東邊為新化里。
清治以後，感化里改名為大目降里，轄區未變。其後因新化里、廣儲里均分拆為數里，大目降里的隔鄰變成西北邊為新化西里，北邊及東邊為外新化南里，南邊及西邊為廣儲東里。

## 管轄街庄
大目降里共轄3個庄：
- 今新化區境內：大目降街、拔林庄、礁坑仔庄